# Tadashima Akiyama
Tadashima Akiyama, também chamado Akiyama de Tajima (但馬国秋山, n Tajima - m. século XVI), foi um samurai japonês do período Azuchi-Momoyama. 
Pouco sabe-se sobre sua vida, sendo um samurai na região de Tajima e mais lembrado pela sua derrota contra o famoso samurai, Miyamoto Musashi, que na época do duelo tinha 16 anos de idade[carece de fontes?]